# Wappen Boliviens
Das Wappen Boliviens ist seit 2004 in dieser Form in Gebrauch, wurde jedoch seit 1888 nur geringfügig verändert.

## Beschreibung
Mit Regierungsdekret 27630 vom 19. Juli 2004 wurden einige Elemente des Wappens geändert. Die Bedeutung der Symbolik wurde gleichzeitig teilweise neu definiert.
Im Zentrum des Wappens befindet sich ein Oval. In ihm befindet sich der Silberberg von Potosí, hinter dem die Sonne aufgeht. Sie symbolisieren den Mineralreichtum des Landes und aufkeimende Pracht der Republik. Auf einem Hügel vor dem Silberberg befindet sich eine kleine Kirche, die Capilla del Sagrado Corazón de Jesus (vor 2004: Casa de la Moneda (Potosí)).
Vor dem Berg stehen ein Lama (vor 2004: Alpaka), eines der Nationaltiere Boliviens, eine Weizengarbe und eine typische Palme (vor 2004: Brotfruchtbaum), welche die Flora und Fauna Boliviens sowie die landwirtschaftliche Produktion symbolisieren.
Das Oval ist blau umrandet (vor 2004: gold und blau), was für die Wasserläufe und das Meer steht. In dieser Umrandung steht in Gold (vor 2004: Rot) der spanische Name Boliviens, Bolivia, während unten zehn goldene Sterne gezeigt werden, welche für die bolivianischen Departamentos stehen, einschließlich der 1879 an Chile verlorenen Región de Antofagasta, auf welche Bolivien als Departamento Litoral immer noch Anspruch erhebt. Der Stern für Litoral wurde nie entfernt, während zu den zuvor neun Sternen im Jahr 1963 ein weiterer in das Wappen aufgenommen wurde, der für das am 24. September 1938 von Präsident Germán Busch Becerra gegründete Departamento Pando steht.
Hinter dem beschriebenen Oval befinden sich zwei Dreiergruppen der Flagge Boliviens, zwei Kanonenläufe, zwei Paar Musketen, eine Streitaxt und eine rote phrygische Mütze. All das symbolisiert den Willen der Bolivianer zur Verteidigung ihrer Heimat und ihrer Freiheit. Über dem Oval sitzt ein Andenkondor vor einem Kranz aus Lorbeeren und Olivenzweigen. Dieser Teil steht für die Kühnheit, den Mut, den Stolz und die Freiheitsliebe der Bevölkerung sowie die Triumphe, den Frieden und die Integration der Republik.

Staatsflagge Boliviens
Kriegsflagge zu Lande Boliviens

Das bolivianische Staatswappen ist in der Staats- und in der Kriegsflagge zu Land abgebildet.